# Hard Candy (Album)
Hard Candy ist das elfte Studioalbum der US-amerikanischen Popsängerin Madonna aus dem Jahr 2008.

## Hintergrund

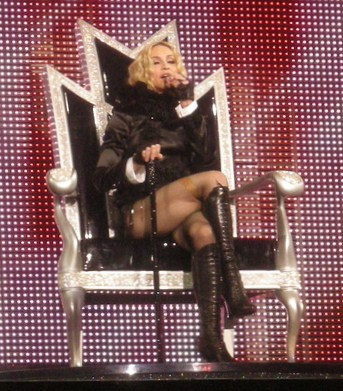
Madonna singt das Lied Candy Shop live bei der Sticky & Sweet Tour.

Madonna arbeitete für dieses Album mit Timbaland, Justin Timberlake und Pharrell Williams (The Neptunes) zusammen. Außerdem waren Nate „Danja“ Hills und Kanye West am Album beteiligt. Als erste Single des Albums wurde der Titel 4 Minutes ausgewählt, den Madonna mit Justin Timberlake im Duett singt. Das Video zum Song wurde Ende Januar in London gedreht und hatte am 7. April seine Premiere. Die Single erschien am 11. April im Handel und stand zuvor bereits international als Download zur Verfügung. Die Remixer sind Bob Sinclar, Junkie XL, Tracy Young und Peter Rauhofer. Timbaland hatte bereits im Dezember 2007 bei einem Konzert in Philadelphia dem Publikum den Song 4 Minutes to Save the World (4 Minutes) vorgestellt und erklärt, dass der Song die erste Single des Albums werden würde.
Hard Candy war Madonnas letztes von Warner herausgegebenes Studioalbum, bevor sie für zunächst drei Alben und vier Tourneen zu Live Nation wechselte. Die Aufnahmen zum Album begannen im April 2007 und endeten im November 2007. R&B, Soul, Rock, Dance, Hip-Hop und Urban geben die musikalische Richtung vor. Einige der Songs sind laut Timbaland von Madonnas erstem Album aus dem Jahr 1983 beeinflusst. Zum ersten Mal seit Bedtime Stories (1994) arbeitete Madonna wieder ausschließlich mit US-Produzenten für ein Studioalbum zusammen, was sich diesmal positiv auf die Platzierungen in den US-Billboard-Charts auswirken sollte, da Madonnas Singles seit American Life (2003) von vielen US-Radiostationen boykottiert wurden. Madonna gab Anfang Dezember 2007 in New York eine Listening-Party in den Büros von Warner, wobei die Albumaufnahmen sehr gut ankamen. Madonna favorisierte als erste Single des Albums den Song Candy Shop, der aber nicht als Single erschien. Auf 4 Minutes folgten Give It 2 Me und Miles Away als Singles. Miles Away stellt einen Höhepunkt des Albums dar und fand außerdem als Titellied für eine japanische Fernsehserie Verwendung. Candy Shop und The Beat Goes On (Beat Goes On) gelangten bereits im Sommer 2007 als unfertige Rohaufnahmen ins Internet. Vor allem um den Albumtitel gab es zahlreiche Verwirrungen. Ein neunsekündiger A-cappella-Clip des unveröffentlichten Songs Across the Sky wurde im August 2008 im Internet lanciert.
Madonnas PR-Managerin Liz Rosenberg sagte zur Erklärung des Albumtitels Hard Candy (Hartes Bonbon): „Es geht dabei um die Verknüpfung von Rauem und Süßem, oder wie Madonna so treffend sagt: ‚Ich werde euch in den Hintern treten, aber ihr werdet euch gut dabei fühlen!‘“ Gleichzeitig ist der Titel aber auch die Bezeichnung für kinderpornographisches Material, wie auch der Film mit gleichem Namen und Elliot Page in der Hauptrolle belegt.

## Promotion

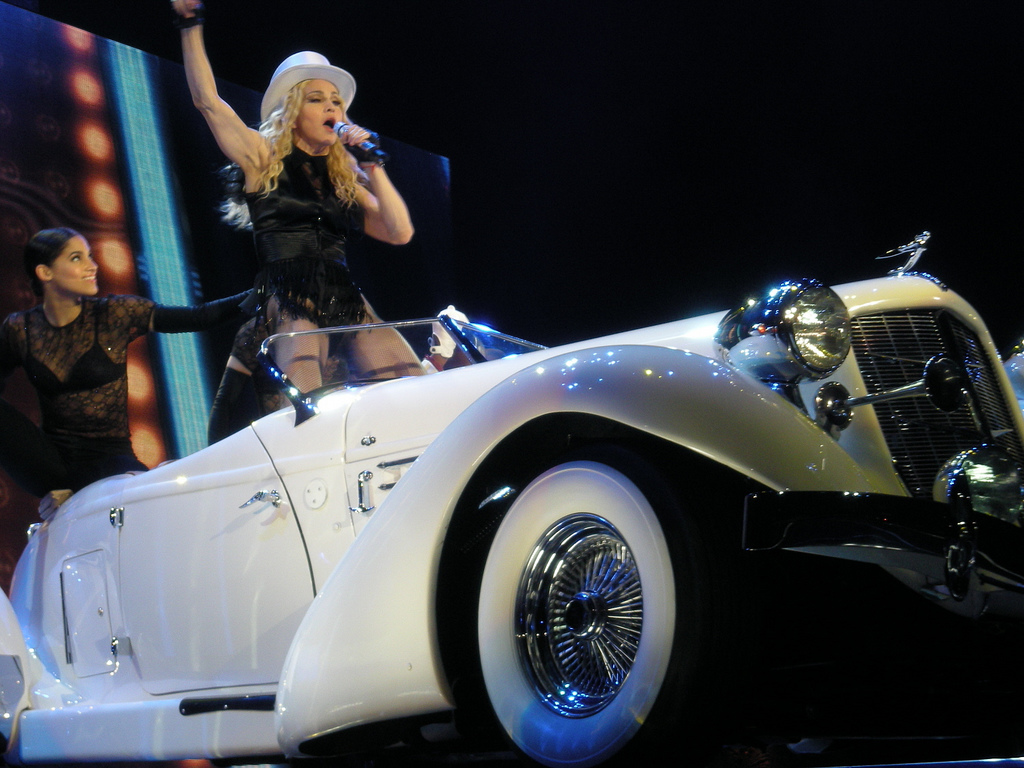
Madonna singt das Lied Beat Goes On live bei der Sticky & Sweet Tour.

Madonna begann mit der Promotion des Albums Ende Februar 2008 nach ihrem Regiedebüt Filth and Wisdom auf der Berlinale. Zunächst wurden der endgültige Albumtitel Hard Candy, die Trackliste sowie die Beschreibung der Songs bekanntgegeben. Danach wurde bekannt, dass Madonna ab Frühjahr bei nahezu allen großen US-Magazinen wie Q, Elle oder Vanity Fair auf dem Titel zu sehen sein wird. Des Weiteren gab es große Fotostrecken von Steven Klein, Madonnas langjährigem Leibfotografen. Das Albumcover wurde im Dezember 2007 von Steven Klein aufgenommen, am 14. März wurde das Artwork von offizieller Seite bekanntgegeben. Madonna zeigt sich auf dem Albumcover im Lederoutfit betont sexy und kontrovers, was eine erhitzte Diskussion unter Fans und Kritikern auslösen sollte und in den Medien nachhaltig rezensiert wurde. Erstmals war nicht der Schriftzug „Madonna“ auf einem Album zu lesen. Madonnas Stil unterschied sich komplett von dem des Vorgängeralbums Confessions on a Dance Floor (2005). Hard Candy galt bereits als meisterwartetes Album für 2008, wie vorangegangene Umfragen renommierter Musikmagazine zeigten. 4 Minutes wurde am 29. Februar 2008 von einem privaten französischen Radiosender gespielt, von Fans mitgeschnitten und ins Internet gestellt. Große US-Radiostationen, die Madonnas vergangene Singles seit American Life boykottierten, fassten die erste Single 4 Minutes sehr positiv auf und begannen ebenfalls am 17. März mit dem internationalen Airplay. Madonna gab in einem Interview mit The Sunday Telegraph bekannt, dass dem Album eine große Tour folgen wird, die sie zum ersten Mal seit der Girlie Show (1993) auch nach Australien führen sollte – am Ende stand aber Australien doch wieder nicht auf dem Tourplan. Des Weiteren gab Madonna zahlreiche TV-Interviews, um für Hard Candy zu werben. US-Star Ellen DeGeneres spielte 4 Minutes mehrfach in ihrer erfolgreichen Talkshow. Madonna gab am 30. April 2008 ein Konzert im New Yorker Roseland Ballroom, das live im Internet übertragen wurde. Es folgten weitere Promotion-Konzerte in Paris und Maidstone/Kent.

Am 15. April hatte der Internetdienst Musicload die 12-Track-Version von Hard Candy in sein Angebot übernommen und bereits 30-sekündige Hörbeispiele hinterlegt. Am 18. April erschien das Album schließlich in Mexiko. Der Telekommunikationsanbieter Vodafone hatte das Privileg, ab dem 21. April 2008 jeden Tag einen neuen Song des Albums an seine Kunden zu vermarkten. Im Juli erschien als zweite Single Give It 2 Me, und am 23. August 2008 startete Madonna ihre weltumfassende Sticky & Sweet Tour in Cardiff/Wales, mit weiteren Terminen unter anderem in Berlin, Düsseldorf, Frankfurt, Zürich und Wien. Im Herbst eröffnete Madonna die nordamerikanische Etappe der Tour und fuhr in Mexiko-Stadt und Südamerika fort. Die Tour endete am 21. Dezember 2008 in São Paulo und wurde zur erfolgreichsten Konzerttournee des Jahres 2008 sowie zur erfolgreichsten Tour einer Solokünstlerin aller Zeiten.

## Titelliste

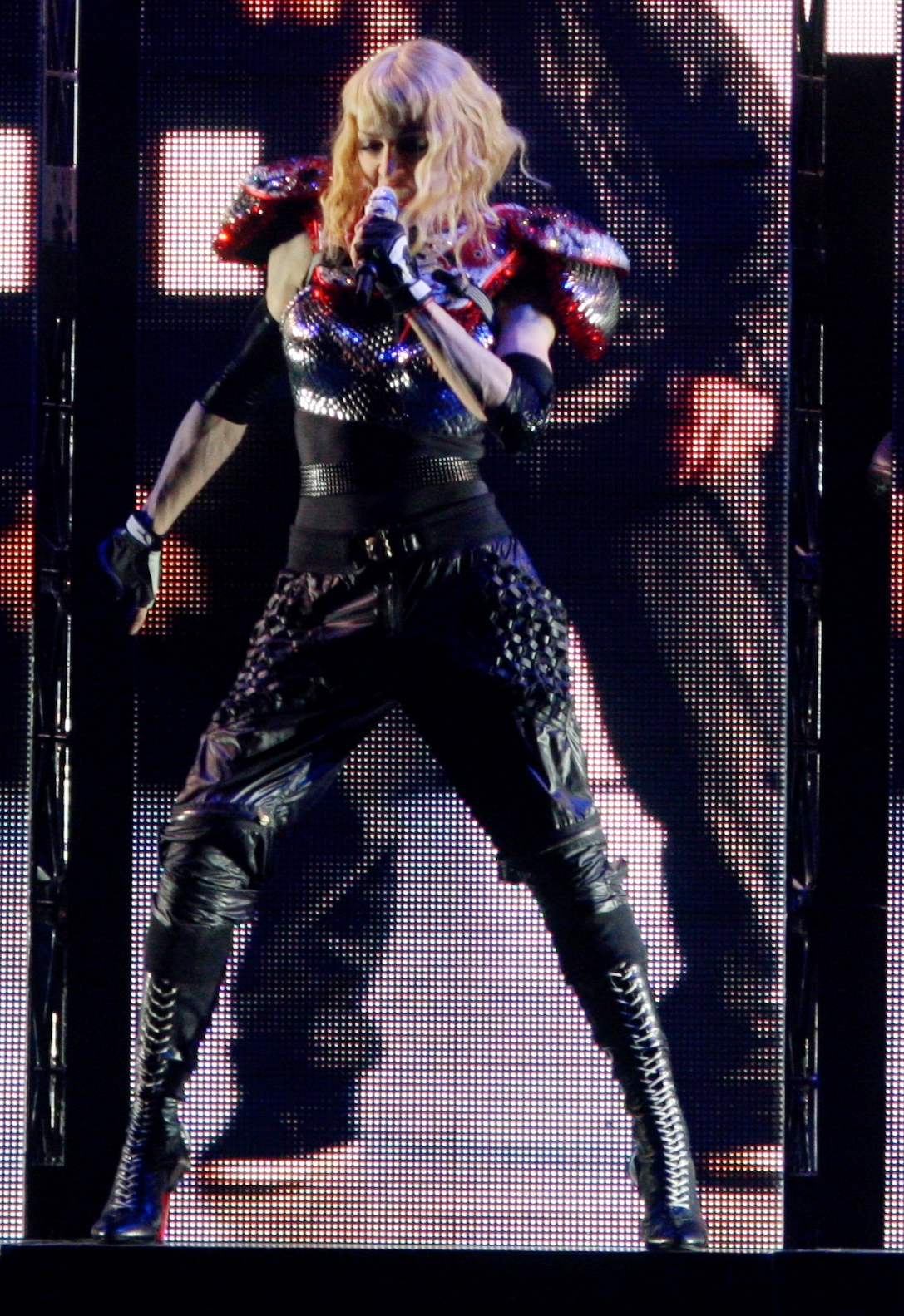
Madonna singt das Lied 4 Minutes live bei der Sticky & Sweet Tour.

1. Candy Shop (Madonna, Pharrell Williams) – 4:15
2. 4 Minutes (featuring Justin Timberlake) (Madonna, Timothy Mosley, Nate Hills, Justin Timberlake) – 4:04
3. Give It 2 Me (Madonna, Williams) – 4:49
4. Heartbeat (Madonna, Williams) – 4:03
5. Miles Away (Madonna, Mosley, Hills, Timberlake) – 4:48
6. She’s Not Me (Madonna, Williams) – 6:04
7. Incredible (Madonna, Williams) – 6:19
8. Beat Goes On (featuring Kanye West) (Madonna, Williams, Kanye West) – 4:26
9. Dance 2night (Madonna, Mosley, Hannon Lane, Timberlake) – 5:03
10. Spanish Lesson (Madonna, Williams) – 3:37
11. Devil Wouldn’t Recognize You (Madonna, Joe Henry, Mosley, Hills, Timberlake) – 5:09
12. Voices (Madonna, Mosley, Hills, Lane, Timberlake) – 3:39

Auf speziellen Ausgaben sind außerdem enthalten:
1. 4 Minutes (featuring Justin Timberlake & Timbaland; Tracy Young’s House Edit; Special Edition CD) – 3:33
2. 4 Minutes (featuring Justin Timberlake & Timbaland; Tracy Young’s House Remix) – 7:54
3. 4 Minutes (featuring Justin Timberlake & Timbaland; Rebirth Remix Edit; Special Edition CD) – 3:42
4. 4 Minutes (featuring Justin Timberlake & Timbaland; Marcos Castellon Rebirth Anthem Remix) – 7:55
5. 4 Minutes (featuring Justin Timberlake & Timbaland; Peter Saves New York Edit; Special Edition iTunes)
6. 4 Minutes (featuring Justin Timberlake & Timbaland; Junkie XL Remix Edit; Special Edition iTunes) – 4:38
7. 4 Minutes (featuring Justin Timberlake & Timbaland; Bob Sinclar Space Funk Edit; Special Edition iTunes) – 3:23
8. Give It 2 Me [Paul Oakenfold Edit] (exclusiv bei iTunes, zuvor als Secret Bonus [Remix] benannt) – 4:59[8]
9. Ring My Bell (Bonustrack in Japan & exklusiv bei iTunes Vorbestellungen)

- Devil Wouldn’t Recognize You (ursprünglich Even The Devil Wouldn’t Recognize You) wurde bereits 2004 von Madonna, Patrick Leonard und Mirwais Ahmadzai geschrieben und komponiert und sollte Bestandteil des bis heute nie verwirklichten Musicals Hello Suckers! sein. Der Song blieb in den vier Jahren unveröffentlicht. Für Hard Candy wurde der Song nun erneut aufgegriffen, erhielt einen komplett neuen Sound und wurde für das Album überarbeitet.
- Das Album wird in Deutschland als 12 Track CD, Special Edition 12+2 Track CD mit zwei Remix Edits von 4 Minutes, LP sowie als Standard und Special Edition Downloadalbum erscheinen. In den USA wird die LP als 3 Schallplatten+CD-Paket vertrieben werden. Die japanische CD wird den Bonustrack Ring My Bell beinhalten, der keine Coverversion des Hits von Anita Ward ist.[9]

## Singleauskopplungen
Mit ihrer Single 4 Minutes landete Madonna ihren 37. Top-10-Hit und überholte damit in der Kategorie der meisten US-Top-10-Singles Elvis Presley. Mit Hung Up war sie 2005 mit Elvis gleichgezogen. 4 Minutes stieg in den Billboard Hot 100 in der ersten Aprilwoche 2008 um 65 Plätze auf Platz drei. Mit 217.000 Downloads entwickelte sich das Duett mit Justin Timberlake bereits Anfang April, nur zwei Wochen nach dem Downloadstart, zu einer der erfolgreichsten Singles des Jahres 2008 in den Vereinigten Staaten. Auch in anderen Ländern stellte Madonna mit 4 Minutes Rekorde auf, wie beispielsweise in Kanada, wo der Titel zur schnellstverkauften Single aller Zeiten wurde und umgehend auf Platz eins stand. Der Song führte weltweit die iTunes-Charts an, was auch auf die Vorbestellungen des Albums übertragen werden konnte. In Deutschland war Madonna fortan die Künstlerin, die am längsten in den Single Top 100 vertreten war. Ihre Singles standen bereits über 750 Wochen (knapp 15 Jahre) in ihren 25 Jahren Karriere in den Verkaufsregalen. Auch in Deutschland stieg Madonnas Single sofort auf Platz eins ein (insgesamt drei Wochen), womit sie ihren vierten Nummer-eins-Hit in Deutschland erreichte. Mit Give It 2 Me kam im Juli 2008 eine weitere erfolgreiche Top-10-Platzierung hinzu.
Singles in den Charts

| Jahr | Titel        | Höchstplatzierung, Gesamtwochen, AuszeichnungChartplatzierungen (Jahr, Titel, , Platzierungen, Wochen, Auszeichnungen, Anmerkungen) | Höchstplatzierung, Gesamtwochen, AuszeichnungChartplatzierungen (Jahr, Titel, , Platzierungen, Wochen, Auszeichnungen, Anmerkungen) | Höchstplatzierung, Gesamtwochen, AuszeichnungChartplatzierungen (Jahr, Titel, , Platzierungen, Wochen, Auszeichnungen, Anmerkungen) | Höchstplatzierung, Gesamtwochen, AuszeichnungChartplatzierungen (Jahr, Titel, , Platzierungen, Wochen, Auszeichnungen, Anmerkungen) | Höchstplatzierung, Gesamtwochen, AuszeichnungChartplatzierungen (Jahr, Titel, , Platzierungen, Wochen, Auszeichnungen, Anmerkungen) | Anmerkungen                                                                                    |
| Jahr | Titel        | DE | AT | CH | UK | US | Anmerkungen                                                                                    |
| ---- | ------------ | --- | --- | --- | --- | --- | ---------------------------------------------------------------------------------------------- |
| 2008 | 4 Minutes    | DE1 (31 Wo.)DE | AT2 (32 Wo.)AT | CH1 (48 Wo.)CH | UK1 (29 Wo.)UK | US3 (20 Wo.)US | Erstveröffentlichung: 17. März 2008 Verkäufe: + 4.672.799; feat. Justin Timberlake & Timbaland |
| 2008 | Give It 2 Me | DE8 (15 Wo.)DE | AT10 (17 Wo.)AT | CH4 (24 Wo.)CH | UK7 (23 Wo.)UK | US57 (1 Wo.)US | Erstveröffentlichung: 24. Juni 2008 Verkäufe: + 614.434                                        |
| 2008 | Miles Away   | DE11 (14 Wo.)DE | AT21 (10 Wo.)AT | CH32 (13 Wo.)CH | UK39 (2 Wo.)UK | — | Erstveröffentlichung: 17. Oktober 2008 Verkäufe: + 850.000                                     |

## Rezeption

### Preise
Als meistverkauftes Album einer US-amerikanischen Künstlerin des Jahres 2008 gewann Hard Candy in Monaco einen World Music Award.

### Rezensionen
„Madonna verkauft sich auf ihrer CD unter Wert. […] Auf dem Cover sitzt die 49-Jährige mit gespreizten Beinen als Porno-Queen da. Sie zelebriert mit ‚Hard Candy‘ wieder ihre Disko-Phase. Die Musikerin Madonna hat schon bessere Platten abgeliefert. Sie klingt nun wie viele ihrer Konkurrentinnen.“

„Weil ihre letzten beiden Werke ‚American Life‘ und ‚Confessions On A Dance Floor‘ in den USA nur auf wenig Gegenliebe stießen, hat sie mit den Neptunes und Timbaland die derzeit erfolgreichsten Produzenten sozusagen als Strichjungen angeheuert, um den Verkauf in ihrer Heimat wieder etwas anzukurbeln.
Mit Justin Timberlake und Kanye West sind auch noch zwei der beliebtesten Interpreten der Sparten Pop und Hip-Hop mit dabei – und wie es aussieht, geht Madonnas Plan bislang ganz wunderbar auf. Die von Timbaland und Timberlake produzierte erste Auskopplung ‚4 Minutes‘ – eine Art hyperaktive Marschmusik, zu der entschlossen die Trompeten von Jericho schmettern – ist neben den USA derzeit in vierzehn weiteren Ländern auf Platz eins der Charts, und es ist längst nicht das einzige Stück, das zum Hit taugt.“

„Madonna 2008 bedeutet: Urban und retro auf der Höhe der Zeit inklusive der gewohnt astreinen Poprefrains. Wie angekündigt, hat sie dafür die Pferde gewechselt. Als zukunftweisendes Album geht ‚Hard Candy‘ trotzdem nicht durch. Schließlich muss man die Stars, die Pharrell und Timbaland – ihr Können bleibt unbestritten – noch nicht zurecht geklopft haben, demnächst mit der Lupe suchen.“

„[…] die neue Single der Sängerin, ‚4 Minutes‘, schon mal eine fatal belanglose Pop-Schrubberei abgibt. Sie rappt mit dem smarten Gummimännchen Justin Timberlake und dem berückenden HipHop-Koloss Timbaland, und das erstklassiggetimte 0815-Geunke wird unweigerlich eine Nummer 1 für alle Im-Stau-Steher. Mit ihrem neuen Werk wollte uns Mrs. Ritchie ‚in den Hintern treten‘, aber wir würden uns ‚dabei gut fühlen‘. Falsch! Der erste Tritt ist nur ein klangloses Best-of ihrer alten Egos: blond, willig, hart. Schade, dass diese große Frau so angestrengt in die besten Jahre einer Pop-Ikone geht.“

## Kommerzieller Erfolg

### Chartplatzierungen
| ChartsChartplatzierungen       | Höchstplatzierung | Wochen |
| ------------------------------ | ----------------- | ------ |
| Deutschland (GfK)              | 1 (40 Wo.)        | 40     |
| Österreich (Ö3)                | 1 (28 Wo.)        | 28     |
| Schweiz (IFPI)                 | 1 (29 Wo.)        | 29     |
| Vereinigte Staaten (Billboard) | 1 (30 Wo.)        | 30     |
| Vereinigtes Königreich (OCC)   | 1 (26 Wo.)        | 26     |

| ChartsJahrescharts (2008)      | Platzierung |
| ------------------------------ | ----------- |
| Deutschland (GfK)              | 14          |
| Österreich (Ö3)                | 20          |
| Schweiz (IFPI)                 | 8           |
| Vereinigte Staaten (Billboard) | 53          |
| Vereinigtes Königreich (OCC)   | 36          |

### Auszeichnungen für Musikverkäufe
| Land/Region                  | Auszeichnungen für Musikverkäufe (Land/Region, Auszeichnung, Verkäufe) | Verkäufe    |
| ---------------------------- | ---------------------------------------------------------------------- | ----------- |
| Argentinien (CAPIF)          | Platin                                                                 | 40.000      |
| Australien (ARIA)            | Platin                                                                 | 70.000      |
| Belgien (BRMA)               | Platin                                                                 | 30.000      |
| Chile (IFPI)                 | Gold                                                                   | 7.500       |
| Dänemark (IFPI)              | Platin                                                                 | 30.000      |
| Deutschland (BVMI)           | Platin                                                                 | 200.000     |
| Europa (IFPI)                | Platin                                                                 | (1.000.000) |
| Finnland (IFPI)              | Gold                                                                   | 22.011      |
| Frankreich (SNEP)            | Platin                                                                 | 300.000     |
| Griechenland (IFPI)          | Platin                                                                 | 15.000      |
| Irland (IRMA)                | Platin                                                                 | 15.000      |
| Japan (RIAJ)                 | Platin                                                                 | 250.000     |
| Kanada (MC)                  | Platin                                                                 | 169.000     |
| Mexiko (AMPROFON)            | Platin                                                                 | 80.000      |
| Niederlande (NVPI)           | Platin                                                                 | 60.000      |
| Österreich (IFPI)            | Platin                                                                 | 20.000      |
| Polen (ZPAV)                 | Platin                                                                 | 20.000      |
| Portugal (AFP)               | Gold                                                                   | 10.000      |
| Russland (NFPF)              | 4× Platin                                                              | 80.000      |
| Schweden (IFPI)              | Gold                                                                   | 20.000      |
| Schweiz (IFPI)               | Platin                                                                 | 30.000      |
| Slowakei (IFPI)              | 3× Platin                                                              | 6.000       |
| Spanien (Promusicae)         | Gold                                                                   | 20.000      |
| Tschechien (IFPI)            | 2× Platin                                                              | 12.000      |
| Türkei (Mü-YAP)              | Gold                                                                   | 5.000       |
| Ungarn (MAHASZ)              | Gold                                                                   | 3.000       |
| Vereinigte Staaten (RIAA)    | Gold                                                                   | 751.000     |
| Vereinigtes Königreich (BPI) | Platin                                                                 | 300.000     |
| Insgesamt                    | 8× Gold · 26× Platin ·                                                 | 2.505.511   |

Hauptartikel: Madonna (Künstlerin)/Auszeichnungen für Musikverkäufe